# Kiss Sixth Sense
Kiss Sixth Sense (키스 식스 센스?, Kiseu sikseu senseuLR) è una serie televisiva sudcoreana distribuita su Disney+ dal 25 maggio al 29 giugno 2022, tratta dall'omonimo romanzo ipertestuale di Gatnyeo (Got W), adattato anche in un webtoon.

## Trama
Hong Ye-sool ha l'abilità soprannaturale di vedere il futuro quando viene baciata, e attraverso un bacio accidentale con il suo capo, scopre che avranno un futuro felice insieme. La sua vita si complica quando ricompare il suo ex, Lee Pil-yo.

## Personaggi e interpreti
- Cha Min-hoo, interpretato da Yoon Kye-sang
- Hong Ye-sool, interpretata da Seo Ji-hye
- Lee Pil-yo, interpretato da Kim Ji-seok